# Topoli, Kozeleț
Topoli (în ucraineană Тополі) este un sat în comuna Oleksiivșciîna din raionul Kozeleț, regiunea Cernihiv, Ucraina.

## Demografie
Componența lingvistică a localității Topoli
     Ucraineană (99,49%)
     Alte limbi (0,51%)
Conform recensământului din 2001, majoritatea populației localității Topoli era vorbitoare de ucraineană (99,49%), existând în minoritate și vorbitori de alte limbi.